# Clàudia Peña
Pour les articles homonymes, voir Pena et Hidalgo.
Pas d'image ? Cliquez ici

a Compétitions nationales et continentales officielles uniquement.

b Matchs officiels uniquement.
Dernière mise à jour le 3 janvier 2025.
Clàudia Peña, née le 26 octobre 2004 à Barcelone (Espagne), est une joueuse internationale espagnole de rugby à XV et internationale de rugby à sept évoluant aux postes de centre ou d'arrière. Elle joue en championnat d'Angleterre, aux Harlequins.

## Biographie
Clàudia Peña naît le 26 octobre 2004. Toute petite, elle est passionnée de rugby à XV. Elle assiste aux entrainement des seniors du FC Barcelone et va jusqu'à les rejoindre sur le terrain pour enchainer les passes avec eux. Elle fait ses débuts en 2020, à la création de la section féminine du FC Barcelone. Avec son équipe, où joue notamment Alba Capell, elle enchaine les promotions, jusqu'à amener le club en première division espagnole au terme de la saison 2022-2023. C'est durant cette même saison qu'elle devient internationale espagnole, à 17 ans et quatre mois, lors du Championnat d'Europe. Au mois de mai suivant, elle est sélectionnée avec l'équipe d'Espagne à sept et joue le tournoi de Toulouse des World Rugby Sevens Series où elle est nommée dans l'équipe type de la compétition.
En 2023, elle est sélectionnée pour la première édition du WXV. Elle dispute également deux rencontres avec la franchise des Iberians Sitges, contre les équipes italiennes du Benetton Trévise et des Zebre Parma. À la fin de la saison, elle part jouer en Angleterre, aux Harlequins, en même temps que sa compatriote Laura Delgado.
En 2024-2025, Clàudia Peña est à nouveau sélectionnée pour le WXV, qui voit l'Espagne se qualifier pour la Coupe du monde 2025. Au mois de décembre, elle est élue joueuse espagnole de l'année.

## Palmarès

### En club
- Vainqueure du Championnat d'Espagne de 2e division en 2023.

### En équipe nationale
- Vainqueure du WXV3 en 2024
- Vainqueure du Championnat d'Europe en 2022, 2023, 2024 et 2025.

### Distinctions
- Élue Joueuse espagnole de l'année en 2024.